# Токкейтай
Токкейтай (яп 特警隊, скорочення від 特別警察隊, Токубецу Кейсацутай) — «Спеціальний поліційний корпус» в період Другої світової війни був військовою поліцією та одночасно контррозвідкою Імператорського флоту Японії. Токкейтай був флотським еквівалентом і значною мірою суперником Кемпейтай  - армійської військової поліції та контррозвідки. Токкейтай не слід плутати з наявною в той же період громадянською таємною політичною поліцією Токубецу кото кейсацу, що займалася переслідуванням опозиційних груп серед японського населення.

## Діяльність
Спочатку «токкейтай» була відома як «секція з загальних питань» і займалася поліційною та кадровою роботою в рамках японського ВМФ, включаючи роботу з персоналом, підтримання дисципліни та здійснювала кадровий облік. Згодом токкейтай взяв на себе більш активну роль, значною мірою для того, щоб запобігти встановленню контролю армійської поліції «кемпейтай» над військово-морським флотом. Бувши набагато меншим за розміром і більш стриманим, ніж його конкурент, проте у своїй діяльності «токкейтай» був не менш жорстокий, ніж «кемпейтай». Токкейтай був особливо активний в районах південної частини Тихого океану, де в 1942—1945 виникла велика окупована Японією територія, де також були широко присутні конкурентні підрозділи «кемпейтай».
Обидві спецслужби грали роль «комісарів» щодо зовнішніх ворогів або підозрілих осіб, а також виконували функції контррозвідки серед «своїх» з метою виявлення потенційних перебіжчиків або можливих зрадників. До таких, відповідно до доктрини безпеки «kikosaku», застосовувалося вкрай жорстоке поводження, що приводило до смерті та дуже часто — страти без суду.
Поширення з 1942 року зони контролю Імператорського флоту Японії в регіон Південно-Східної Азії призвело до необхідності збільшення чисельності сил «токкейтай» як для боротьби зі злочинами, вчиненими японськими військовими моряками, так і для боротьби з антияпонським рухом, що дуже скоро став основним напрямком в її діяльності.
Бувши прикріпленими до флотських частин, підрозділи «токкейтай» служили не тільки військовою, але і колоніальною поліцією в деяких окупованих районах Тихого океану. Бувши відповідальними за підтримання дисципліни в флотських військових частинах, члени «токкейтай» могли бути так само жорстокі та нещадні до «своїх», запідозрених у зраді, як і до «чужих».
На додаток до вищеназваних, в підрозділах «токкейтай» існував оперативний відділ служби розвідки Японського Імператорського флоту (Інформаційне бюро (情報 局 Дзёхо-Кёку)), який відповідав за отримання та аналіз розвідданих, а також здійснення секретних операцій. Члени цього підрозділу також займалися забезпеченням безпеки поблизу військово-морських баз. В останні тижні війни на Тихому океані, вони були серед підрозділів безпеки, підготовлених для боротьби проти вторгнення союзників на територію Японії.

## Воєнні злочини
Після війни у зв'язку з діяльністю на окупованих територіях відносно ряду співробітників «токкейтай» були висунуті звинувачення в скоєнні воєнних злочинів, включаючи такі, як страти без суду, тортури та примус жінок з Індонезії, Індокитаю і Китаю до сексуального рабства на так званих станціях розради (евфемізм, фактично означав японські військові борделі).